# Giuseppe Marioni
Giuseppe Marioni (Intra, 22 dicembre 1787 – Torino, 16 dicembre 1861) è stato un funzionario e politico italiano.
Valido funzionario amministrativo e intendente generale delle finanze dal 17 luglio 1845, con regio decreto fu chiamato ad essere membro del Senato Subalpino, ricoprendo la carica di segretario dal 1855 al 1860.